# Pescado Rabioso
Pescado Rabioso fue un grupo musical argentino de rock formado en 1971 e integrado, primordialmente, por Luis Alberto Spinetta, David Lebón, Black Amaya y Carlos Cutaia. Es considerado uno de los grupos fundacionales del rock argentino, por haber introducido hard rock, blues y rock psicodélico a la escena nacional.  
Inspirados por el grupo Pappo's Blues y el rock psicodélico que copaba por esa época la escena nacional, y con el que Spinetta se había familiarizado en su reciente viaje a Inglaterra y Países Bajos, Pescado Rabioso publicó su álbum de estudio debut Desatormentándonos en 1972. Dos canciones del álbum han sido ubicadas entre las mejores 100 del rock argentino según Rolling Stone y MTV: "Me gusta ese tajo" (n.º 57), y "El monstruo de la laguna (Algo flota en la laguna)" (n.º 61). El segundo y último disco de la banda, Pescado 2 (1973), es considerado por la revista Rolling Stone como el 19.º mejor álbum de la historia del rock argentino. En ese mismo año, se publicó Artaud bajo el nombre de la agrupación, aunque se trató de un trabajo solista de Spinetta, ya que para ese entonces la banda ya se había disuelto.

## Historia

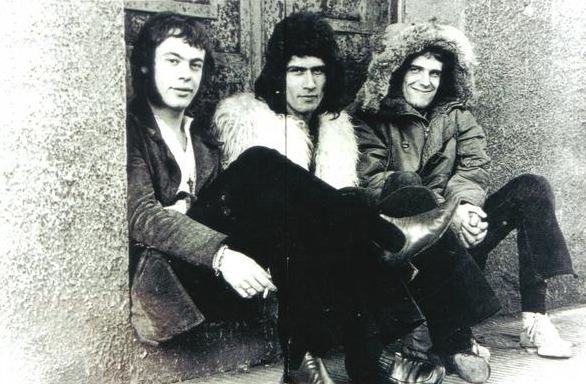
Primera formación de Pescado Rabioso. De izquierda a derecha: Osvaldo Frascino, Black Amaya y Luis Alberto Spinetta.

Después de la separación de Almendra en 1970 y de un viaje de siete meses que realizara por Brasil, Estados Unidos y Europa, Luis Alberto Spinetta decidió formar una nueva banda.
En ese momento «Muchacha (ojos de papel)», éxito principal de Almendra, se había convertido en un éxito comercial, en gran parte porque una propaganda de la empresa textil Estexa lo utilizaba como banda musical. Spinetta en cambio buscaba desprenderse de las pautas y limitaciones que el negocio discográfico pudiera imponerle. Esa proyección lo llevó a formar Pescado Rabioso, siguiendo el formato de Pappo's Blues, que se instalaría entre los más destacados de la música popular argentina.

Yo quería hacer un grupo más violento, una música aún más violenta que el segundo disco de Almendra... Con Pescado intenté romper la ternura y el eje sensible de Almendra... Había partido de una música esencialmente ciudadana, tanguera, con reflejos de bossa-nova, con aires de jazz e influencia de Piazzolla, y ahora me rebelaba contra eso creando riffs... Creo que fue una etapa medio punk.
Luis Alberto Spinetta.

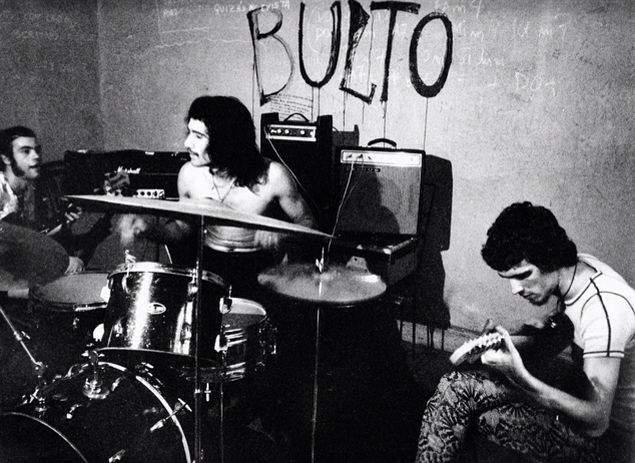
La primera formación de Pescado Rabioso con Frascino al bajo y Black Amaya en batería, en la histórica sala de la calle Arribeños.

El nombre mismo de la banda, imaginado por Spinetta antes de volver al país, expresaba ese «momento punk» caracterizado por la rabia, pero al mismo tiempo transmitía la situación paradójica de un pez con fobia al agua (hidrofobia). Spinetta consideraba que el tema que mejor representaba aquel momento punk en que se encontraba era «El jardinero (temprano amaneció)» (que aparece en el álbum Desatormentándonos).
La banda tuvo tres integraciones. La primera integración fue el trío de Spinetta en guitarra y primera voz, Black Amaya en batería y Osvaldo «Bocón» Frascino en bajo. Ambos venían de Engranaje, una banda formada por Pappo, antes irse a Los Gatos.
Cuando estaban grabando el primer álbum se agregó al grupo Carlos Cutaia en teclados. En octubre de 1972 el Bocón Frascino se retira de la banda y es reemplazado por David Lebón, quien dejó de ser baterista en Color Humano para tocar el bajo en la banda de Spinetta, con quien entablaría una estrecha amistad, llegando a vivir juntos durante un año.
La banda fue presentada a la prensa en octubre de 1971, aún antes de bautizarla y debutó el 5 de mayo de 1972 en el cine teatro Metro. Luego, participó del Festival Buenos Aires Rock II e hizo diferentes presentaciones en Buenos Aires y La Plata.
En junio de 1972 se presentó ante más de mil personas en el teatro Atlantic, antes de lanzar su primer disco y poco después en el Teatro Don Bosco de San Isidro, contiguo al colegio Santa Isabel, otro templo del rock en aquellos años, donde Gustavo Spinetta, hermano de Luis, debió reemplazar al bajista porque estaba enfermo.

### Desatormentándonos

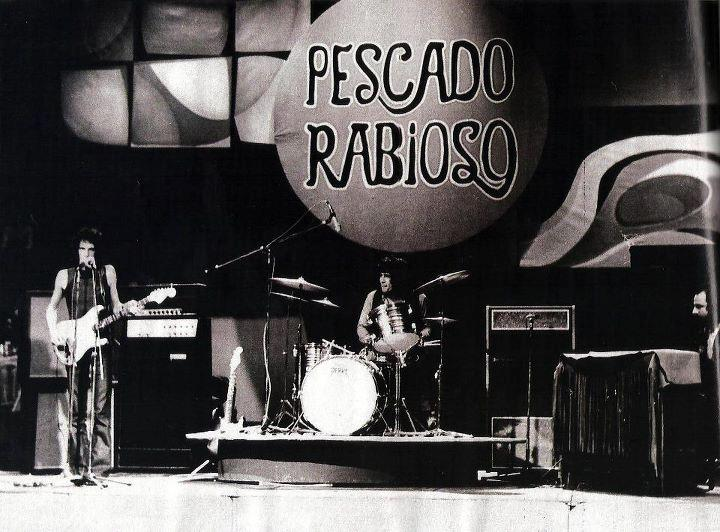
Pescado Rabioso tocando en vivo en Canal 11, 1972.

En septiembre de 1972 grabaron Desatormentándonos, el primero de sus dos álbumes, en los estudios Phonalex, que fue editado por Microfón. A finales de la grabación de este disco se incorporó  en forma definitiva Carlos Cutaia en teclados, quien colaboró en el tema "Serpiente (viaja por la sal)". Este álbum mezclaba géneros como el blues, psicodelia y rock pesado, en un momento en que este estilo comenzaba a surgir a nivel mundial. El LP traía en su interior un papel con el siguiente texto de Spinetta:

El pueblo es la estrella mágica. Todos la vemos parecerse al río. Los gusanos de los emperadores trepidan en apocalíptico festín. Ellos no tienen tiempo de recurrir a las armas. La estrella las fusionó todas en un plano infinito. La cabellera de los torturadores sangra en mi carro. Nosotros: desatormentándonos para siempre.
PD: Yo te amo Beatles.

El disco original contiene cinco temas compuestos por Spinetta (dos de ellos en coautoría), entre los que se encuentran "Blues de Cris", tema despedida de su "muchacha"; "El jardinero (temprano amaneció)", un blues progresivo que dura nueve minutos; "Dulce 3 nocturno", tema fundacional del grupo, compuesto junto a Black Amaya y el Bocón Frascino, referido al trío que fue en el origen; "Algo flota en la laguna", considerada la 61.ª mejor canción del rock argentino; y "Serpiente (viaja por la sal)", un rock sinfónico donde aparece Cutaia en teclados.

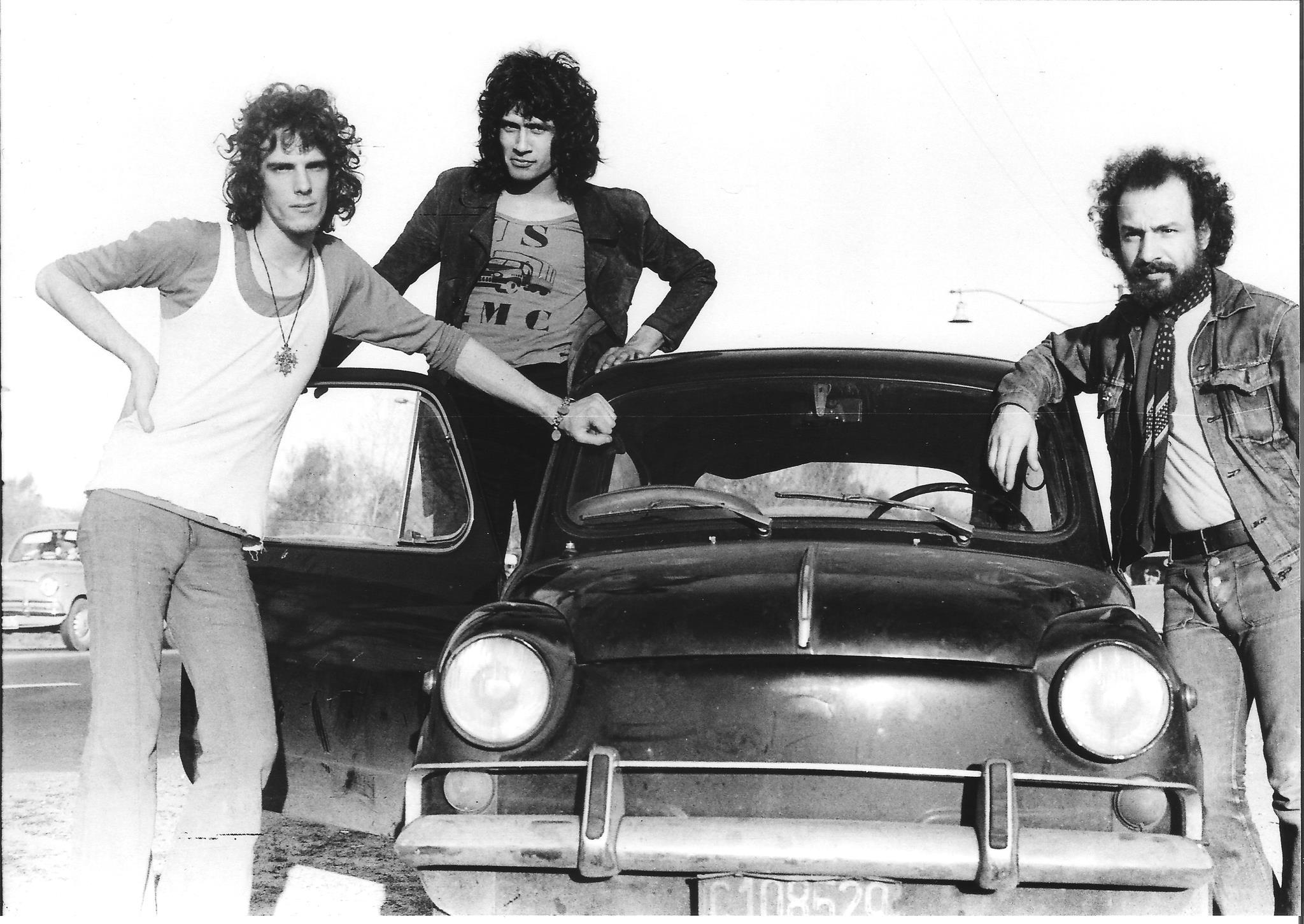
Spinetta, Black Amaya y Cutaia, ca. 1972.

Spinetta le asignaba al disco un espíritu de rebeldía y una mentalidad paranoica proveniente de la etapa francesa de su viaje y del estado de rebeldía de la sociedad argentina de ese momento y en especial de los jóvenes.
Cuando aún estaban grabando el álbum, en septiembre de 1972, el Bocón Frascino decide abandonar la banda, debido a que no se sentía a gusto tocando el bajo y deseaba desarrollarse como guitarrista. Lo reemplazó David Lebón que venía de Color Humano donde tocaba la batería.
En septiembre de 1972 la banda realiza un recital en el Teatro Olimpia de Buenos Aires, que sería parcialmente filmado para incluir los temas "Post crucifixión" y "Despiértate nena" en la película Rock hasta que se ponga el sol (1973) de Aníbal Uset, así como una escena en la que un grupo parapolicial acribilla a David Lebón. En el filme, Spinetta aparece con una sirena policial en su espalda, aludiendo a la represión policial en la última etapa de la Revolución Argentina.

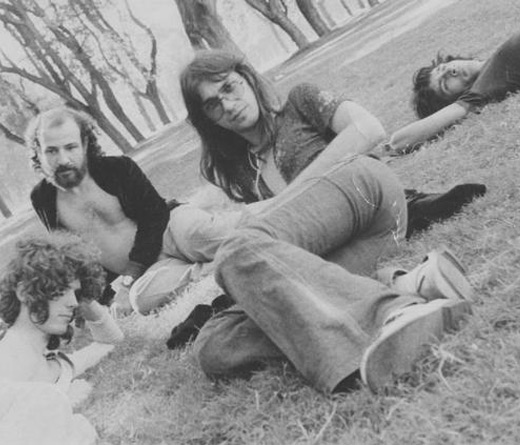
Pescado Rabioso ca. 1973: Spinetta, Cutaia, Lebón y Black Amaya.

A comienzos de 1973 la banda lanzó tres sencillos. El primero de ellos incluyó los temas "Post-crucifixión" y "Despiértate nena", cantado por Lebón, y el segundo simple llevó como lado A el tema "Me gusta ese tajo", un blues brutal de contenido sexual, compuesto por Spinetta, Frascino y Amaya, que venía de los inicios de la banda. El tema sería incluido en la lista de canciones censuradas por el gobierno militar.  Años después fue ubicado en la posición n.º 57 entre las 100 mejores canciones de la historia del rock argentino.
El álbum tuvo reediciones en 1980, 1985, 1990, 1996, 2003 y 2008. En las reediciones de 1985 y 1990 se le agregó "Me gusta ese tajo" como tercer tema del lado B. En las reediciones en CD de 1996 y 2008, se le agregaron como bonus tracks los temas "Me gusta ese tajo", "Despiértate nena" y "Post-crucifixión", en ese orden. La reedición en CD de 2003 se limitó a los cinco temas originales sin agregados.
Los especialistas suelen considerar al álbum como una obra maestra, postergada por el hecho de encontrarse entre otras dos grandes obras maestras: Pescado 2 y Artaud.

### Pescado 2
En noviembre del año 1972 comenzaron las grabaciones en Phonalex del álbum doble, Pescado 2, que quedó listo para finales de enero de 1973. El álbum ha sido considerado por la revista Rolling Stone como el 19.º mejor álbum de la historia del rock argentino. El título del álbum corresponde a los dos discos que lo integran: Pescado el primero y 2 (Dos) el segundo. El álbum aporta una sonoridad nueva al rock latino, en tanto que las letras de Spinetta adoptan abiertamente el contenido poético-filosófico que se volvería característico de su obra, en este caso influenciado principalmente por Rimbaud.

A Rimbaud el bocho le iba a Venus. Ahora, ¿qué pasaba con los seres que lo rodeaban?... Él se conectaba solamente con alguna gente. Con la otra, se destrozaba porque se tenia que romper para decirles: "Yo soy esto. Mírenme", simplemente. El tipo en la poesía expresaba todo eso y mandaba todo ese desprecio hacia lo senecto, lo que se pudre sin servir para nada. Un poco el rock es eso. Se trabaja sobre un sentimiento como ése. Simplemente a través de una forma muy personal y muy rock.
Luis Alberto Spinetta, 1972.

El álbum venía con un cuadernillo de 52 páginas, escrito a mano y lleno de dibujos y algunas fotos de los músicos cuando eran niños, donde se transcribía las letras y se explicaba cada tema. Una de las páginas estaba en blanco para que cada persona pudiera "participar de este espacio como se te ocurra". El libro explicaba que ambos discos están unidos íntimamente y que al cambiar un disco por el otro, había que concentrar la vista en un punto imaginario ubicado en el centro del libro.

Cuando estés sacando uno de los discos para poner el otro, proponele a un amigo que esté cerca, que mire al centro del cuadernillo. Este punto imaginado que vea será el punto en el que Pescado Rabioso comenzó a edificar esta selección musical. Finalmente, creo que ese es el punto al que tenemos que llegar, desnudos de liberación, en el espacio. Cualesquiera sean los atributos de ese punto.

Punto: Centro de la energía emanadora de las fuentes esenciales
Cuadernillo de Pescado 2

Spinetta había pensado el álbum como una continuidad musical. Por eso los temas están numerados del uno al dieciocho, a la vez que el disco 1 terminaba con el tema "Peteribí" y el disco 2 empezaba con "16'' de Peteribí", una reproducción de 16 segundos del último tema que se escuchaba al finalizar el primer disco, para poder recuperar el sonido al momento del cambio. Por eso también el cuadernillo proponía al oyente no desconectarse sensorialmente al dar vuelta el disco, en tiempos que la música se registraba en placas de vinilo. La incorporación del CD musical en la década de 1980, permitió que la obra fuera escuchada como un todo, como había sido imaginada.
El cuadernillo se inicia con un poema en prosa de Rimbaud, "Puentes", incluido en su obra Iluminaciones, uno de los antecedentes directos del surrealismo. A su vez, la segunda parte del cuadernillo, correspondiente al disco 2, se abre con un poema firmado por Pescado Rabioso, que se llama "Estado matinal" y que está dedicado a Rimbaud. Entre los temas del álbum se destacan "Credulidad" y "Cristálida", este último una suite de casi 9 minutos, grabada con un conjunto de cuerdas de músicos de la Orquesta Sinfónica Nacional dirigidos por Cutaia, que cierra el álbum.

### Separación yArtaud
El segundo LP, al ser un disco doble, duplicó también los problemas de producción habituales en las discográficas argentinas de la época. En esos momentos comenzó a generarse una división en la banda: Amaya, Lebón y Cutaia pretendían moverse a un estilo más cercano al rythm & blues, mientras que Spinetta quería continuar en un estilo más "lírico" y complejo. Esto generaba una contradicción para Spinetta, que consideraba a Pescado Rabioso como su banda, lo cual en última instancia causó la marcha de todos los integrantes de la banda a excepción de Spinetta.
Spinetta decidió entonces grabar las nuevas canciones que había compuesto él solo. En parte porque no le gustaba la idea de poner su propio nombre en un disco, y en parte para demostrarle a sus excompañeros de banda que "Pescado Rabioso era yo". El disco Artaud sería lanzado bajo el nombre de Pescado Rabioso. En él puede leerse la siguiente explicación:

"Pescado Rabioso es una idea musical creada en 1971 por Luis Alberto Spinetta. A través de esta idea tocaron en grabaciones y actuaciones los siguientes músicos: Juan Carlos Amaya, Osvaldo Frascino, Carlos Miguel Cutaia y David Oscar Lebón.

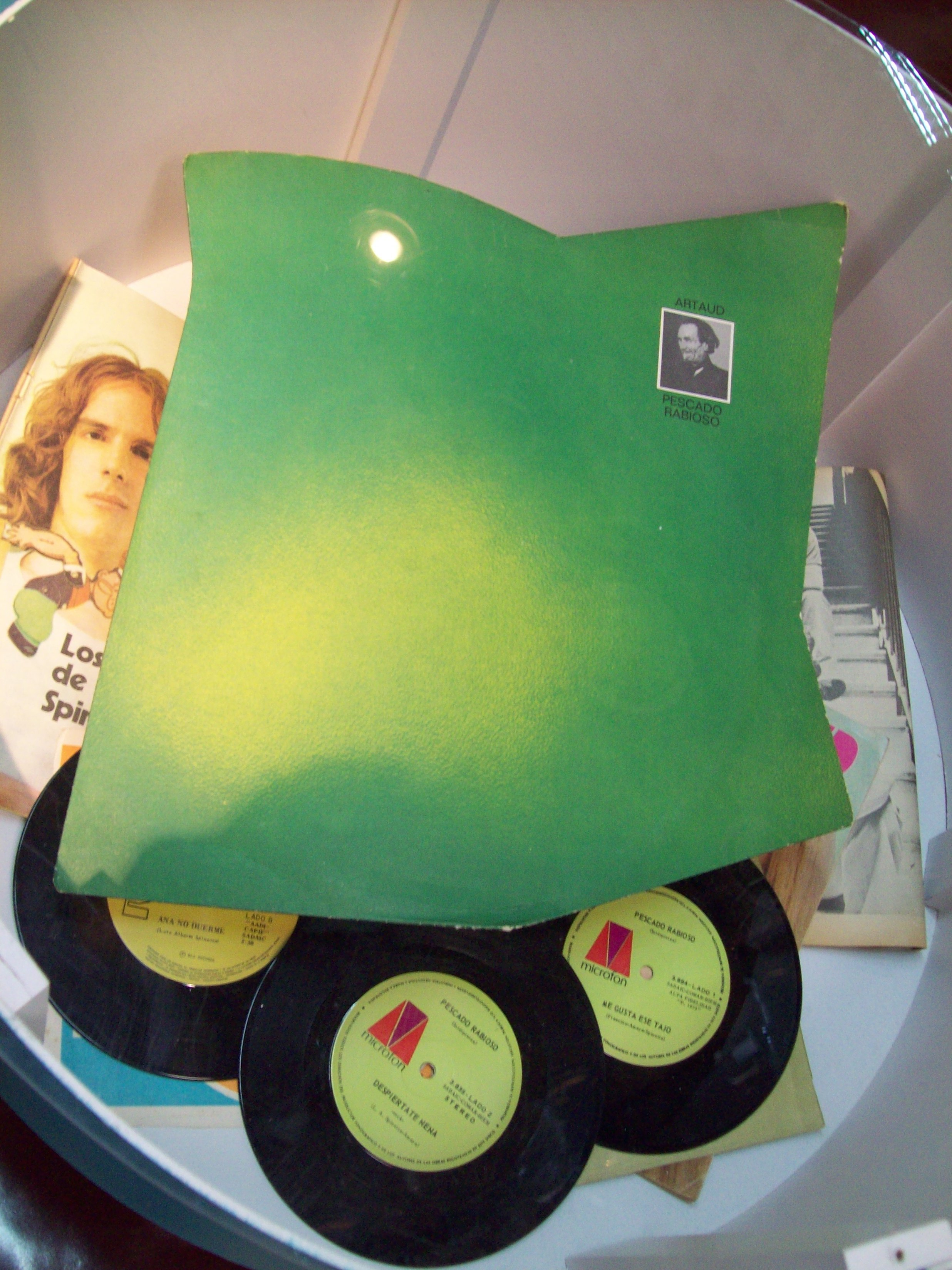
El álbum Artaud y sencillos de Pescado Rabioso en exhibición en la Biblioteca Nacional, 2012.

Los músicos que aparecen en este disco sólo están ligados a la idea Pescado Rabioso por las circunstancias de la grabación y a expreso pedido de Luis Alberto Spinetta."

El álbum se compone de cinco canciones en las que Spinetta interpreta todos los instrumentos, mientras que en los restantes lo acompañan su hermano Gustavo en batería, Rodolfo García en batería y coros, y Emilio del Guercio en bajo y coros, estos últimos excompañeros en Almendra y por entonces miembros de Aquelarre. Todos los temas fueron creados por Spinetta, aunque el crédito del disco pertenece a Pescado Rabioso. El disco fue presentado en una serie de recitales en el Teatro Astral.

Viendo con perspectiva lo que fue Pescado Rabioso, creo que se dio un procedimiento al revés que el de Almendra. Si el primer disco de Almendra fue dulce y el segundo fue agresivo, en Pescado sucedió que a la altura del segundo disco yo traté de almendrizar el sonido. Después, en Invisible, creo que llegué a la toma de conciencia de un punto de equilibrio entre ambos mundos.
Luis Alberto Spinetta.

Tres años después de su separación, en 1976, se publicó un álbum titulado Lo mejor de Pescado Rabioso. Se trata de una recopilación de once temas ya lanzados en simple o en álbumes, pero que tiene como novedad una tapa realizada por Juan Gatti, que muestra a un pez sangrando en el momento que está rompiendo una pecera y los pedazos de vidrio están en el aire.

## Formación

### Miembros estables
- Luis Alberto Spinetta † - guitarra líder y voz (1971-1973), varios de los instrumentos en Artaud (algunos otros fueron tocados por exmiembros de Almendra), lanzado y grabado después de la separación de la banda (1973)
- David Lebón - bajo y guitarra rítmica (1972-1973)
- Black Amaya - batería (1971-1973)
- Carlos Cutaia - órgano y piano (1972-1973)

### Miembros anteriores
- Osvaldo "Bocón" Frascino † - bajo (1971-1972)

## Discografía

### Álbumes de estudio
| Año  | Álbum de estudio                                                                                        | Canciones |
| ---- | --- | --- |
| 1972 | Desatormentándonos - Primer álbum de Pescado Rabioso - Lanzamiento: septiembre - Discográfica: Microfón | "Blues de Cris", "El jardinero (Temprano amaneció)", "Dulce 3 nocturno", "El monstruo de la laguna", "Serpiente (Viaja por la sal)" Bonus Tracks: "Me gusta ese tajo", "Despiértate nena", "Post-crucifixión" |
| 1973 | Pescado 2 - Segundo álbum de Pescado Rabioso - Discográfica: Microfon                                   | Disco 1: "Panadero ensoñado", "Iniciado del alba", "Poseído del alba", "Como el viento voy a ver", "Viajero naciendo", "Mañana o pasado", "Nena boba", "Madre - selva", "Peteribí" Disco 2: "16" de Peteribí", "Señorita", "Credulidad", "¡Hola, pequeño ser!", "Mi espíritu se fue", "Sombra de la noche negra", "La cereza del zar", "Corto", "Cristálida" |

### Álbumes recopilatorios
| Año  | Álbum recopilatorio                                                                                     | Canciones |
| ---- | --- | --- |
| 1976 | Lo Mejor de Pescado Rabioso - Discográfica: Talent Microfón                                             | "Post-crucifixión", "Nena boba", "Blues de Cris", "Como el viento voy a ver", "Despiértate nena", "Me gusta ese tajo", "Corto", "Cementerio Club", "Credulidad", "Hola dulce viento", "Rock de la selva madre" |
| 2001 | Obras cumbres (Disco 1) - Álbum recopilatorio de Pescado Rabioso / Invisible - Discográfica: Sony Music | Disco 1: "Blues de Cris", "Dulce 3 Nocturno", "Algo flota en la laguna", "Me gusta ese tajo", "Como el viento voy a ver", "Nena boba", "Credulidad", "Mi espíritu se fue", "La cereza del zar", "Cristálida", "Despiértate nena", "Post-crucifixión", "Todas las hojas son del viento", "Cementerio Club", "Por", "Cantata de puentes amarillos", "Bajan" |

### Sencillos
| Año  | Título                                  | Álbum |
| ---- | --------------------------------------- | ----- |
| 1973 | «Post-crucifixión» / «Despiértate nena» | -     |
| 1973 | «Me gusta ese tajo» / «Credulidad»      | -     |

### Aparición en otros álbumes
| Año  | Álbum                                                     | Artista                                |
| ---- | --------------------------------------------------------- | -------------------------------------- |
| 1973 | Artaud                                                    | Luis Alberto Spinetta y otros artistas |
| 1973 | Rock hasta que se ponga el sol (en vivo)                  | Varios artistas                        |
| 1973 | Alternativa                                               | Varios artistas                        |
| 2009 | Spinetta y las Bandas Eternas                             | Luis Alberto Spinetta                  |
| 2010 | Banda de sonido original de la película "Pájaros volando" | Varios artistas                        |

## Curiosidades
- La banda de indie rock Superchería toma su nombre inspirándose en la canción del álbum Artaud (1973) en homenaje a su disco favorito.[24]